# Petalodus
Petalodus is een geslacht van uitgestorven haaien, dat leefde van het Vroeg-Carboon tot het Perm.

## Beschrijving
De kaken van deze driehonderdvijftig centimeter lange haai bevatten tanden met een symmetrische, driehoekige kroon met een vrij hoge hoofdspits en een stevig snijvlak. De laterale tanden waren korter en minder symmetrisch.

## Leefwijze
Deze haai leefde waarschijnlijk in koraalriffen.

## Vondsten
Fossielen van deze haai werden gevonden op het noordelijk halfrond.